# Erling Bjørnson
Erling Bjørnson (19. april 1868 – 7. december 1959) var en norsk politiker og stortingsrepræsentant for Bondepartiet (nu Senterpartiet). Han var søn af forfatteren Bjørnstjerne Bjørnson.
Som yngste søn overtog Erling Bjørnson storgården Aulestad i Gausdal den 4. april 1890, men faren måtte tage gården tilbage i 1901, da sønnen ikke magtede at drive den. Som politiker var Erling Bjørnson blandt andet optaget af racehygiejne. Under 2. verdenskrig var Bjørnson politiker i det norske nazistparti Nasjonal Samling.